# Rittergut Düendorf

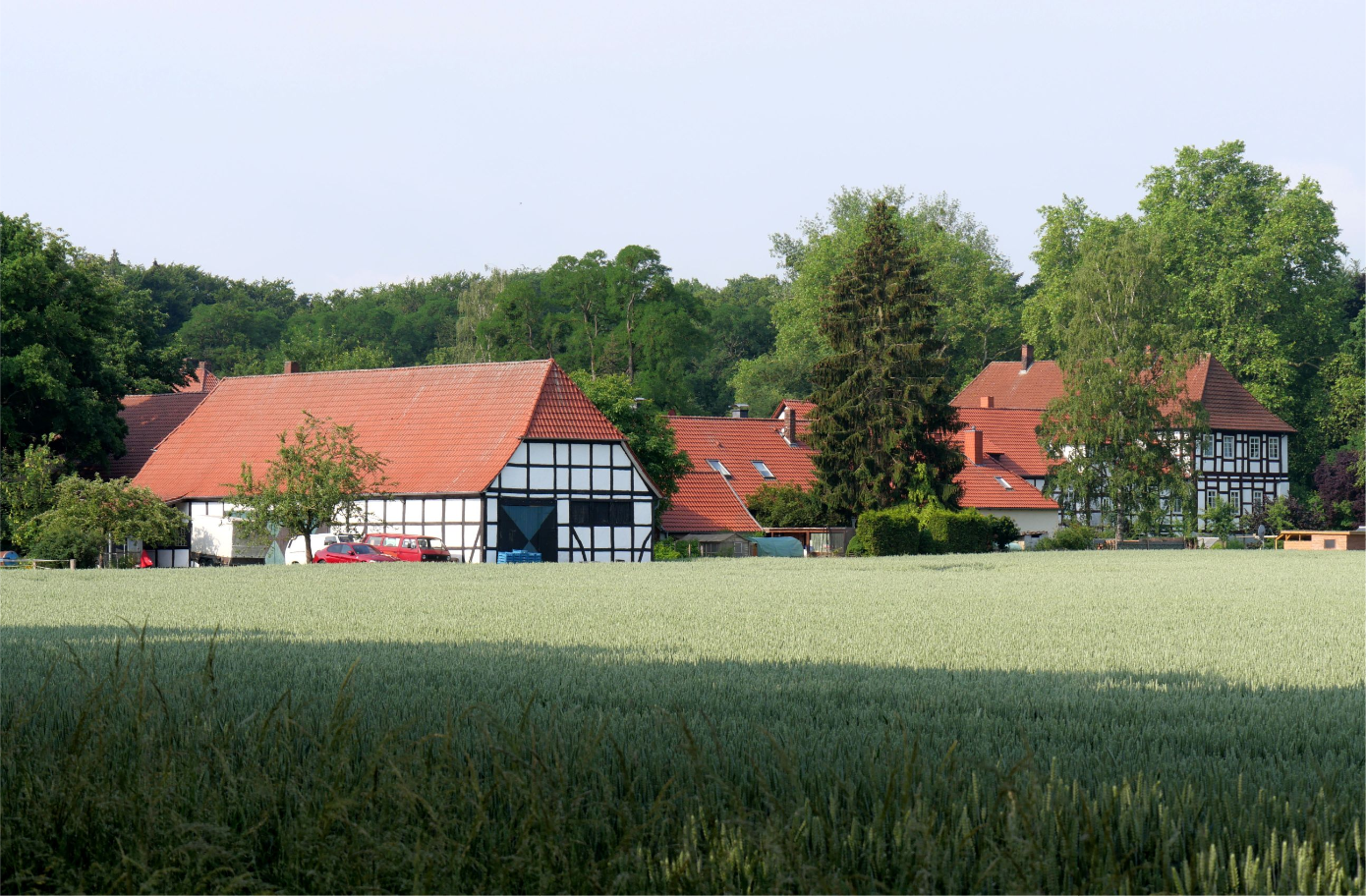
Rittergut Düendorf, Ansicht von Norden (2020)

Das Rittergut Düendorf ist ein Anwesen bei Wunstorf in der Region Hannover in Niedersachsen.

## Lage
Das Rittergut Düendorf liegt etwa zwei Kilometer südlich der Altstadt von Wunstorf.
Jenseits des kleinen Waldstücks Düendorfer Holz fließt etwa 600 m südwestlich des Gutshauses die Südaue. Das Gewässer markiert hier zudem die Grenze von Region Hannover und Landkreis Schaumburg.
Unmittelbar westlich des Gutsparks verläuft die Bahnstrecke Hannover–Minden.
Zu ihrer Bauzeit lag bei Düendorf das Ende des hannoverschen und der Beginn des kurhessischen Streckenteils.
Bis 1968 gab es an der Bahntrasse in Richtung Minden den Haltepunkt Düendorf.

## Geschichte
Düendorfs älteste bekannte Erwähnung als „Dhugendorp“ stammt aus der Zeit um 1180.
Nach archivalischen Belegen liegen die Anfänge des Gutes Düendorf im späten 13. Jahrhundert.
Es war ein als Wasserburg angelegter Burgmannenhof.
Auf der Liste der im Jahr 1446 mit der Grafschaft Wunstorf an das Hochstift Hildesheim verkauften Dörfer und Landgüter wird es unter dem Namen „Duendorp“ geführt.
Noch im gleichen Jahr folgte der Verkauf an die Herzöge von Braunschweig-Lüneburg.
Nach mehreren Besitzerwechseln
erhielten 1533 die Herren von Mandelsloh die wüste Burg zusammen mit dem wüsten Dorf „Dugenthorpe“ als Lehen. Das Gut blieb seitdem in Familienbesitz.
Außer dem Lehensgut Düendorf besaß die Familie von Mandelsloh auch ein Gut in der Stadt Wunstorf. Es kam im 19. Jahrhundert durch Heirat an Oberstleutnant von Uslar-Gleichen.
Nach Darstellung der Nachfahren kaufte der Herr von Mandelsloh im Jahr 1527 die Wüstung Düendorf für 1000 rheinische Gulden.
Laut einer Inschrift wurde im Jahr 1580 eine neue Burg errichtet.
Nachdem die Wasserburg abgebrannt war, errichtete man 1850 unter Verwendung von erhalten gebliebenen Bauteilen das heutige Herrenhaus. Der bis ins 13. Jahrhundert zurückreichende Burggraben blieb erhalten.
Auch die Wirtschaftsgebäude, Stallungen, Arbeiterhäuser und Scheunen wurden in den folgenden Jahrzehnten neu errichtet.
Die Gutsherrn zu Düendorf hatten nach der Reformation das Patronat der Martinskirche im etwa sechs Kilometer südwestlich gelegenen kurhessischen Hohnhorst.
1812 wurden auf dem Landgut Düendorf 17 Bewohner und 2 Häuser gezählt.
1864 werden für Düendorf 43 Einwohner genannt.
1929 wurde das Rittergut Düendorf in die Stadt Wunstorf eingegliedert.
Die jeweiligen Besitzer waren neben der Landwirtschaft des Öfteren mit Verwaltungstätigkeiten in Hannover und später Berlin beschäftigt.
Ein heutiger Schwerpunkt der Gutsbewirtschaftung ist die Pferdehaltung.

## Denkmalschutz
Neben den zahlreichen Einzeldenkmalen gemäß § 3 Abs. 2 NDSchG ist auch der ehemalige Gutshof als Gruppe baulicher Anlagen gemäß § 3 Abs. 3 S. 1 NDSchG unter der Objekt-ID 30989339 geschützt.
An der Erhaltung des Gutshofs besteht aufgrund seiner geschichtlichen und städtebaulichen Bedeutung ein öffentliches Interesse.

### Herrenhaus Düendorf

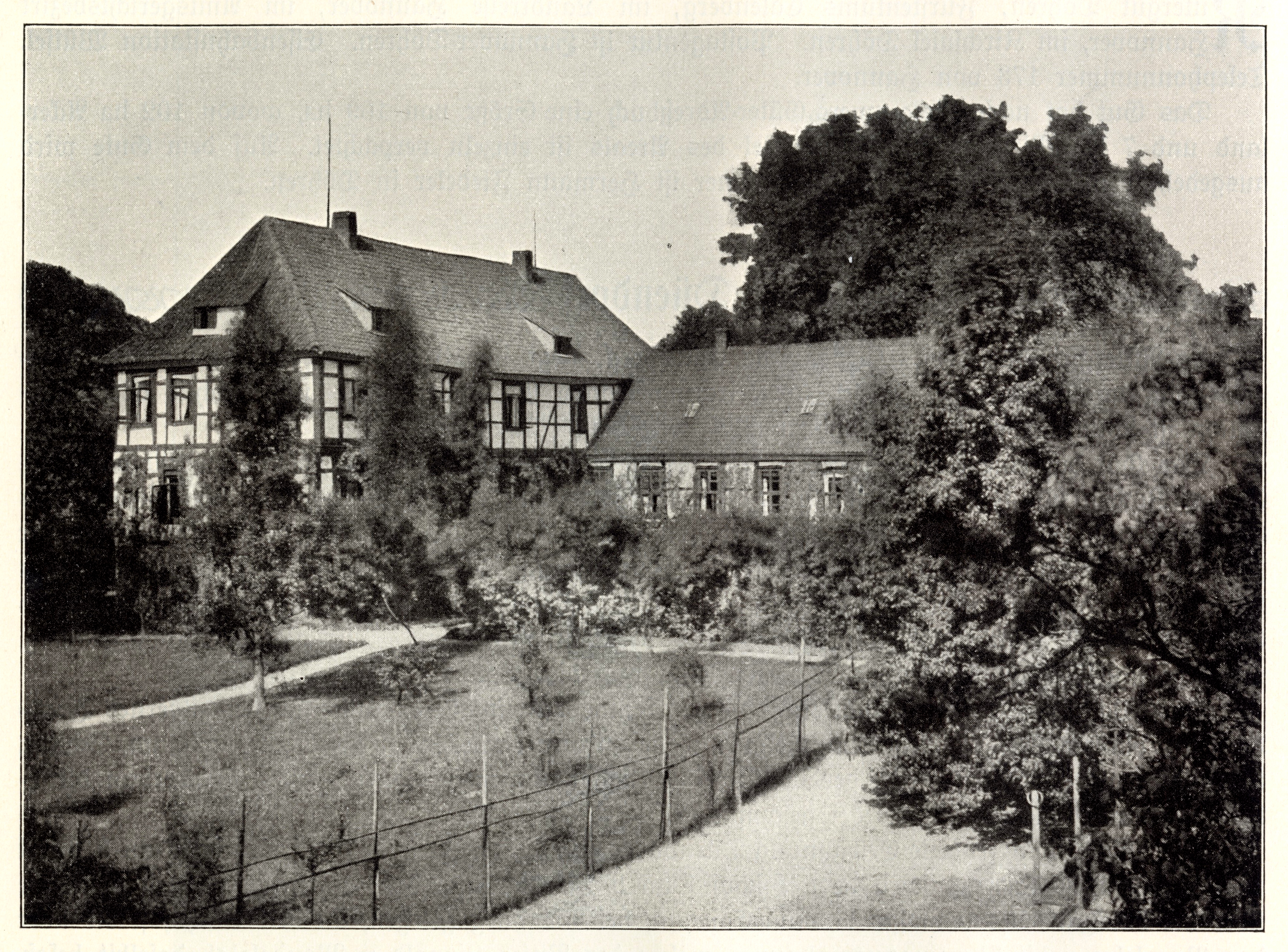
Blick um 1912 auf das Herrenhaus;
Foto: Ludwig Hemmer

Das Herrenhaus Düendorf wurde um 1600 errichtet. Es ist ein zweigeschossiger Fachwerkbau unter Walmdach. Über dem Kellereingang gibt es eine zweiläufige Treppe. Nach Norden erstreckt sich ein eingeschossiger Anbau.
Die sichtbaren Fachwerkbauteile stammen vermutlich von den Umbauten des 18. Jahrhunderts.
An der Erhaltung des Herrenhauses besteht aufgrund seiner geschichtlichen und städtebaulichen Bedeutung ein öffentliches Interesse.

### Gutspark
Der Gutspark westlich und beim Herrenhaus entspricht einem Landschaftspark des 19. Jahrhunderts. Neben einem Steintisch und einer Grotte befindet sich dort auch ein Brunnen von 1608. Ein anderer Teil des Gutsparks mit einem Teich liegt am Ostrand des Gutes. An der Erhaltung des Gutsparks besteht aufgrund seiner geschichtlichen und städtebaulichen Bedeutung ein öffentliches Interesse.

### Landarbeiterwohnhaus
Das Landarbeiterwohnhaus im Nordostbereich des Gutes wurde um 1890 errichtet. An seiner Erhaltung besteht aufgrund seiner geschichtlichen und städtebaulichen Bedeutung ein öffentliches Interesse.

### Scheune I
Die Scheune südöstlich des Herrenhauses wurde um 1800 errichtet. An der Erhaltung der Fachwerkscheune unter Krüppelwalmdach besteht aufgrund ihrer geschichtlichen und städtebaulichen Bedeutung ein öffentliches Interesse.

### Scheune II
Die Scheune in der Mitte des Gutshofs wurde um 1800 errichtet. An der Erhaltung der Fachwerkscheune unter Krüppelwalmdach besteht aufgrund ihrer geschichtlichen und städtebaulichen Bedeutung ein öffentliches Interesse.

### Scheune III
Die Scheune nördlich der Gutseinfahrt wurde um 1860 errichtet. An der Erhaltung der Ziegelscheune unter Satteldach besteht aufgrund ihrer geschichtlichen und städtebaulichen Bedeutung ein öffentliches Interesse.

### Scheune IV
Die Scheune in der Nordostecke des Gutes wurde um 1800 errichtet. An der Erhaltung der Fachwerkscheune unter Krüppelwalmdach besteht aufgrund ihrer geschichtlichen und städtebaulichen Bedeutung ein öffentliches Interesse.

### Scheune V
Die Scheune im Südosten des Gutshofs wurde um 1860 errichtet. An der Erhaltung der Ziegelscheune unter Satteldach besteht aufgrund ihrer geschichtlichen und städtebaulichen Bedeutung ein öffentliches Interesse.

### Fotos

Gut Düendorf. Gebäude von Nord nach Süd
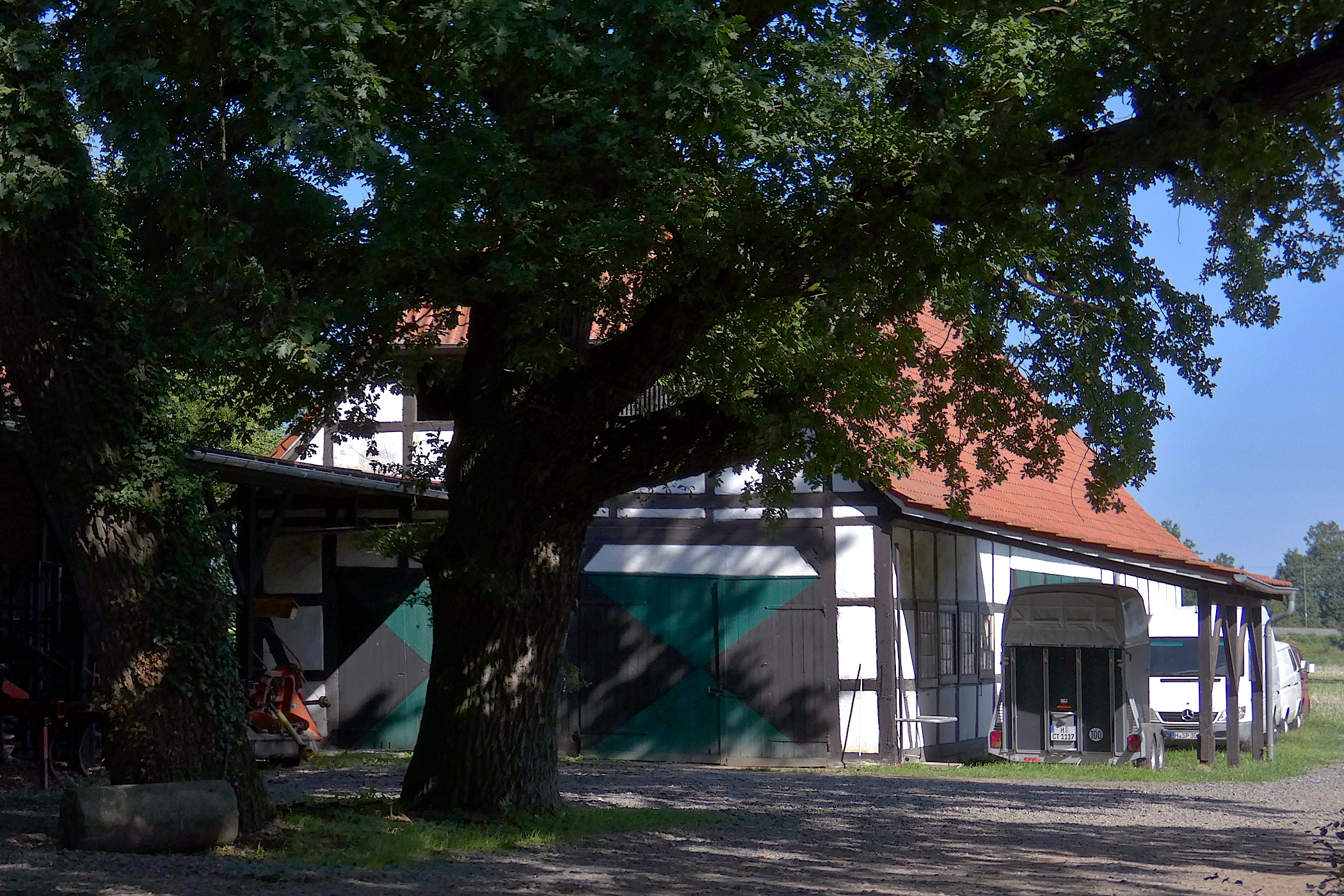
Scheune IV
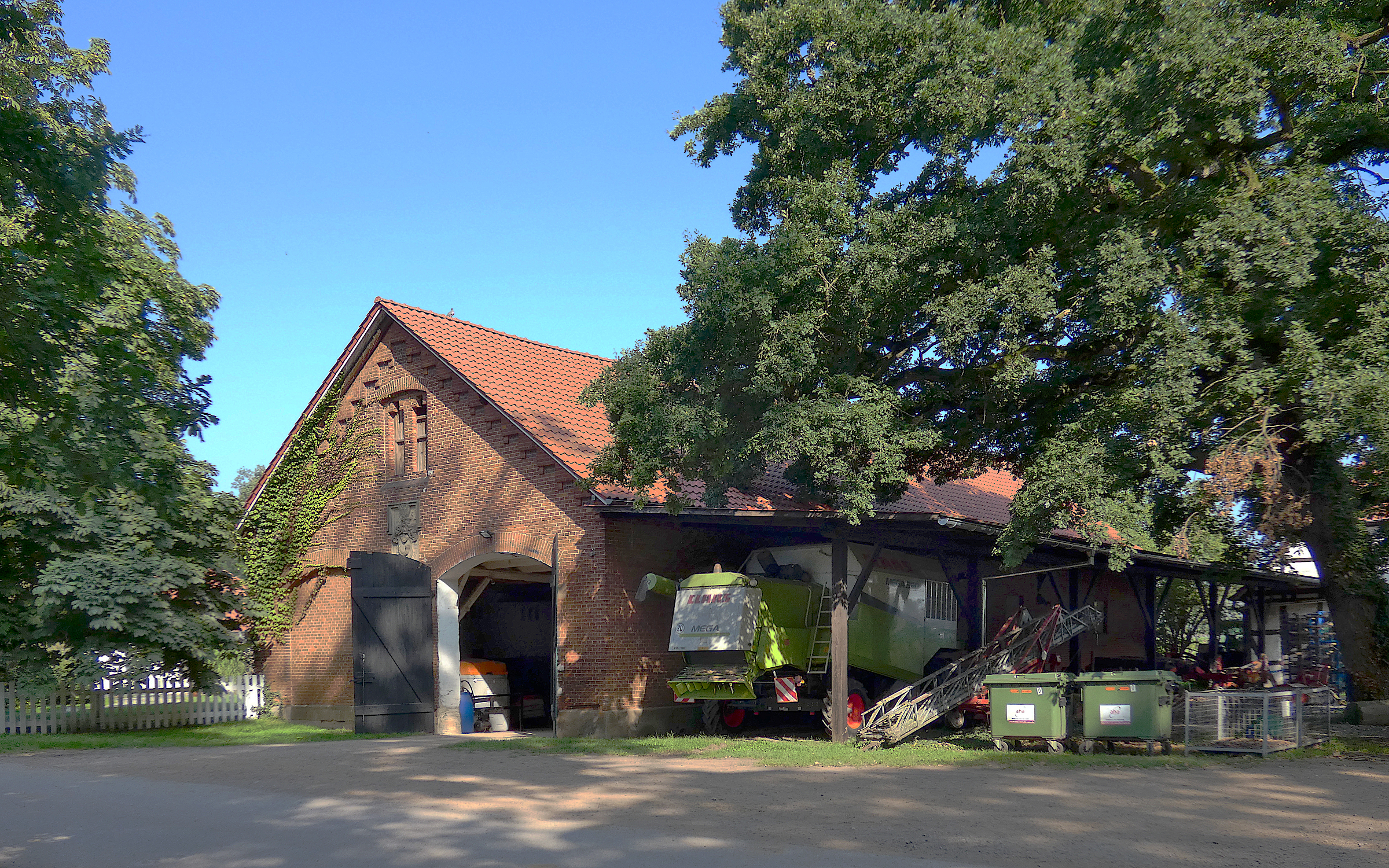
Scheune III
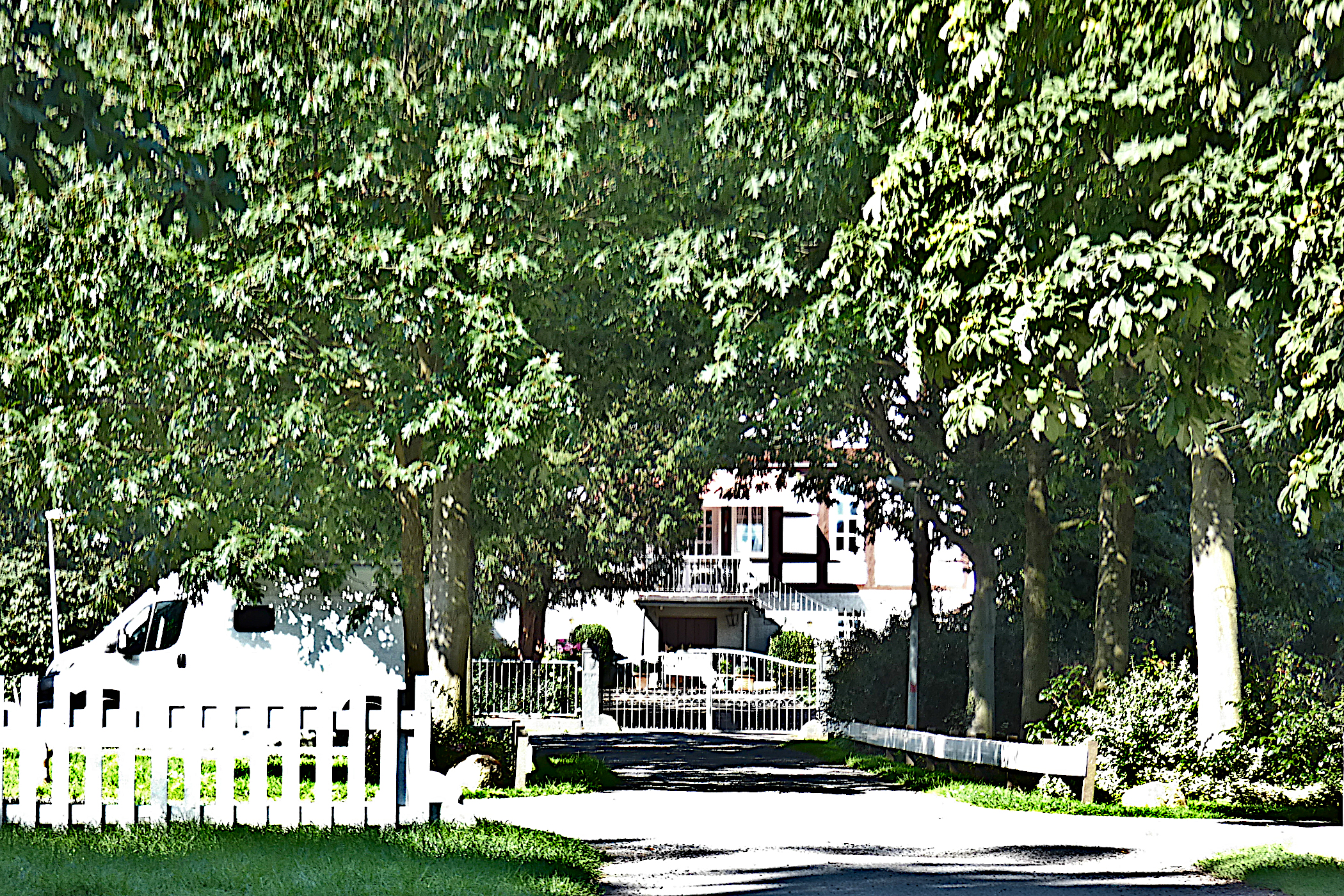
Gutshaus im Park
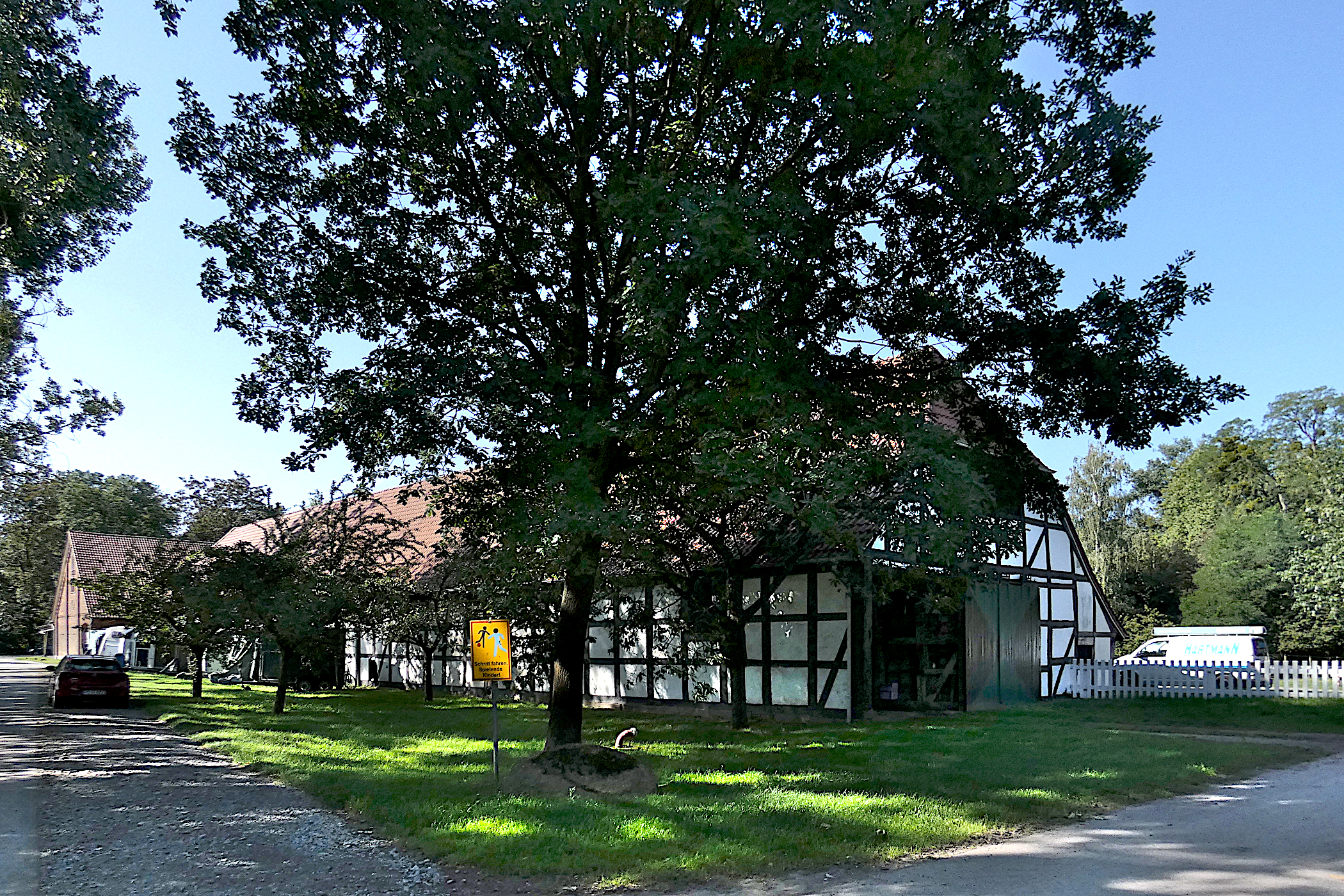
Scheune II
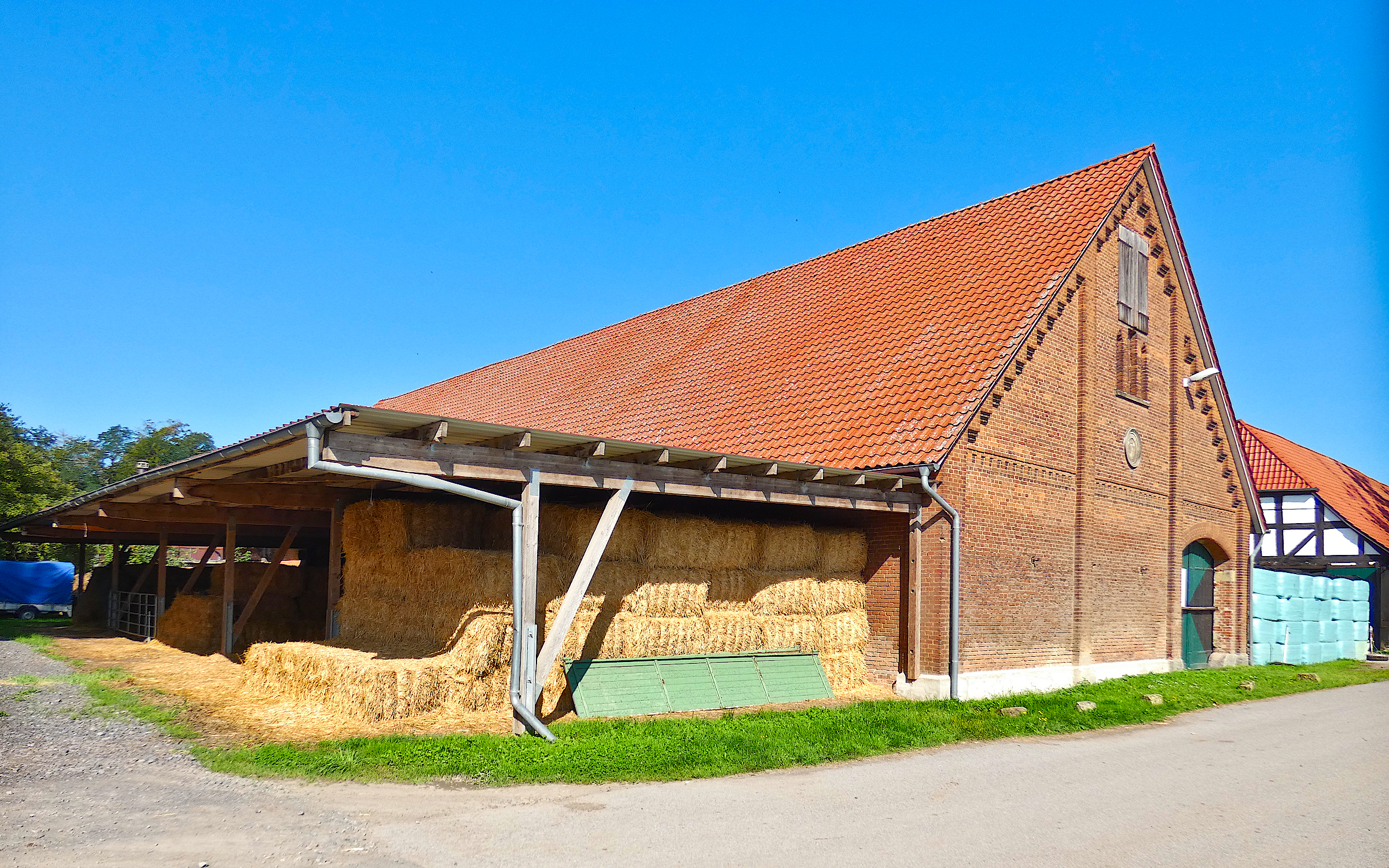
Scheune V
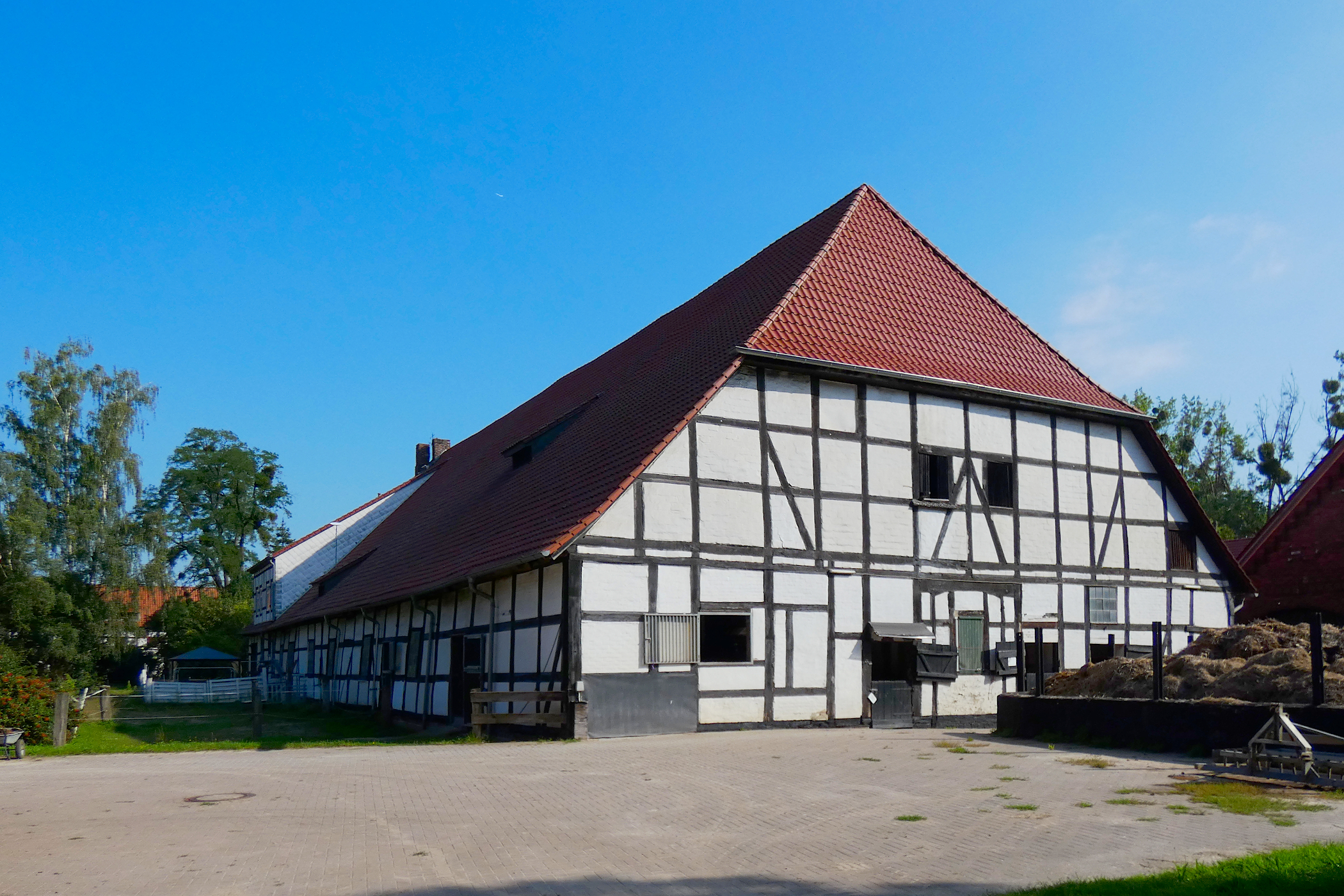
Scheune I

## Natur

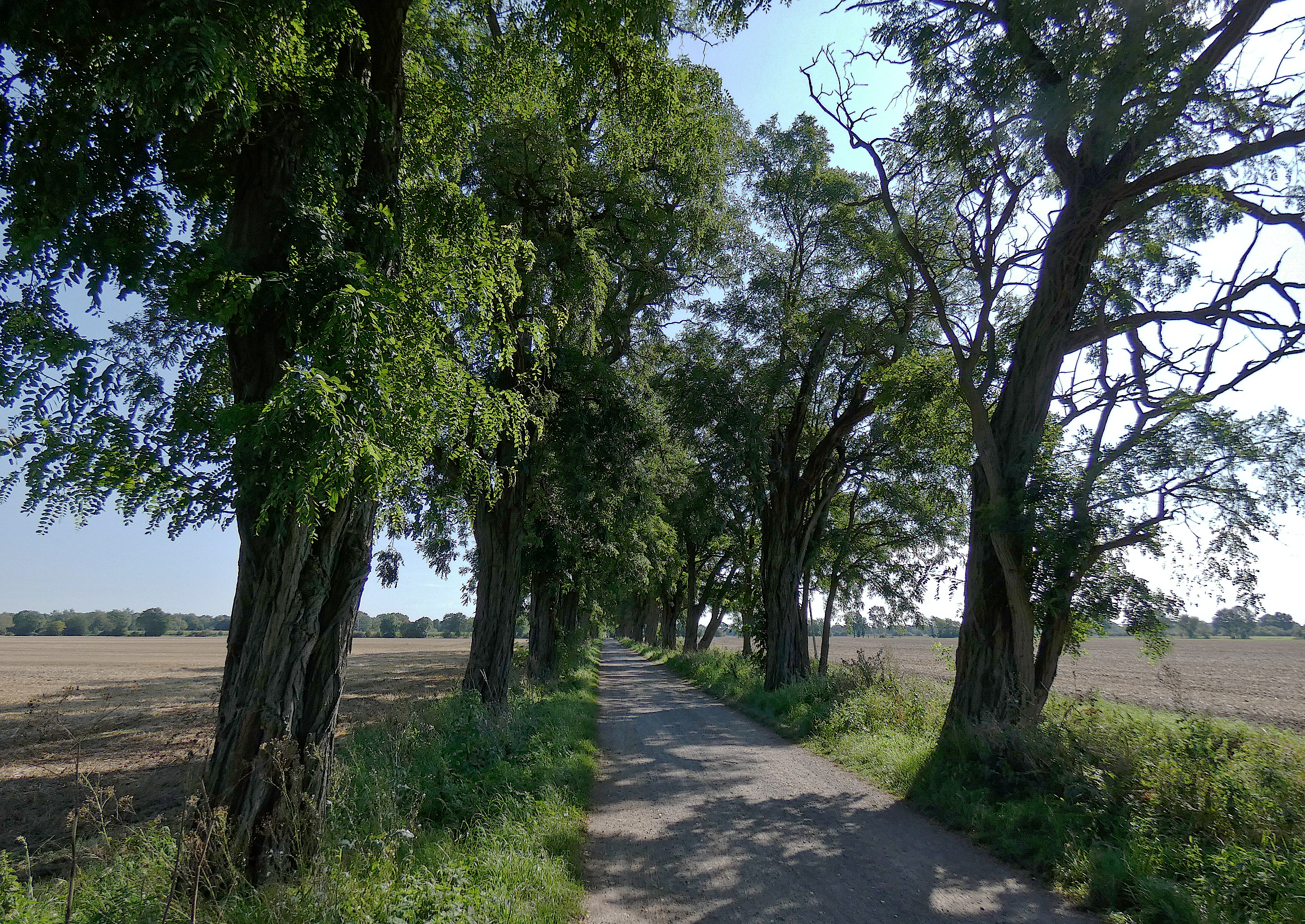
Robinienallee bei Gut Düendorf

Die Hofzufahrt zum Gut Düendorf wird auf gut 340 m von einer beidseitigen Allee aus Robinien gesäumt. Die 60 bis 90 Jahre alten Bäume bilden einen geschlossenen grünen Tunnel und prägen das Landschaftsbild. Der Niedersächsische Heimatbund wählte sie im August 2020 zur Allee des Monats.
Im Düendorfer Holz steht etwa 300 m südwestlich des Gutshauses eine ca. 400 Jahre alte Stiel-Eiche. Der ungefähr 45 m hohe Baum hatte 2020 einen Umfang von 5,20 m.
1978/79 wurde der Verein Vogelpflegestation Gut Düendorf gegründet. Die seit 1982 anerkannte Pflegestation für verletzt oder verwaist aufgefundene heimische Wildtiere wurde im Jahr 2001 aus Platzmangel auf ein ehemaliges Bundeswehrgelände nach Sachsenhagen verlegt und heißt nun Wildtier- und Artenschutzstation e. V.